# 771
Вижте пояснителната страница за други значения на 771.

## Починали
- Карлман I., Карломан, на 4 декември.